# 半鞅
半鞅（Semimartingale）是概率论的概念。若一随机过程为一局部鞅和一适应的有界变差过程之和，则称该随机过程为一半鞅。半鞅的概念包含了众多常用的随机过程，扩充了伊藤积分的定义范围，从这个意义上说，半鞅是鞅和局部鞅的扩展。

## 定义
一个定义在带域流的概率空间(Ω,F,(Ft)t ≥ 0,P)的实值随机过程 X 被称为半鞅，若 X 有如下分解：
{\displaystyle X_{t}=M_{t}+A_{t}}
其中 M 为一局部鞅,而A 是一个右连左极的适应的有界变差过程。

## 性质
- 多个半鞅的线性组合仍然是半鞅。
- 多个半鞅的积仍然是半鞅。
- 任意半鞅的二次变差都存在。
- 若 X为一半鞅， f为二次连续可微函数，则 f(X)也是半鞅。

## 例子
- 凡是右连左极鞅都是半鞅，更一般地，上鞅和下鞅也都是半鞅。
- 布朗运动是连续鞅，因此也是半鞅。
- 适应并连续可微过程是有界变差过程，因此也是半鞅。
- 萊維過程并不一定都是鞅，但一定都是半鞅。